# 2394 Nadeev
2394 Nadeev este un asteroid din centura principală, descoperit pe 22 septembrie 1973 de Nikolai Cernîh.